# Hutbergdiorit
Der Hutbergdiorit umfasst ein Vorkommen in Tschechien  bei Žulová (Friedeberg) im Reichensteiner Gebirge. Der Diorit ist nach seinem Fundort, dem 476 m hohen Kaní hora (Hutberg) westlich von Žulová benannt. Die in den Friedeberger Granit eingeschlossenen dioritischen Massen am Hutberg werden in den hornblendereichen Hutbergdiorit, den Quarzglimmerdiorit und in den Granodiorit unterschieden.

## Gesteinsbeschreibung und Mineralbestand
Beim Hutbergdiorit handelt es sich um ein kleines Vorkommen, das in der sudetendeutsche Granitindustrie wegen seiner dunklen Einfärbung sehr begehrt war. Die Hauptgemengteile sind Quarz, Plagioklas. Geringe Anteile von Kalifeldspat, Hornblende und Biotit (Dunkelglimmer) kommen hinzu. Akzessorisch beteiligt sind Titanit, reichlich Apatit und wenig Zirkon. Die Ähnlichkeit des Hutbergdiorits mit dem Woitzdorfer Diorit bei Vojtíškov (Woitzdorf) nahe Malá Morava (Klein Mohrau) legt nahe, dass das Dioritvorkommen am Hutberg Gemeinsamkeiten mit dem Vorkommen von Woitzdorf hat und dass die Fortsetzung dieses dioritischen Vorkommens in der Hutbergzone westlich von Žulová liegt.
Der Granodiorit von Starost (Sorge), einem Ort südwestlich von Žulová, steht dem Granit des Reichensteiner Gebirges vom Typ Steinberg sehr nahe. Er besteht aus Quarz, Andesin und Oligoklas, Mikroklin, Biotit und Hornblende. Seine Nebengemengteile sind Titanit, Apatit, Magnetit und Zirkon.
Unter den Quarzglimmerdioriten wurden fein- bis mittelkörnige, dunkelgraue Gesteine eingegliedert, die mehr Plagioklas als Quarz und kaum Kalifeldspat enthalten. Quarzglimmerdiorit kommt östlich im  Schlippengrund (Žlíbek) und bei den Engelhäusern und bei Starost (Sorge) an der Brandkoppe sowie am Gotteshausberg bei Žulová und bei Černá Voda (Schwarzwasser) vor.

## Vorkommen
Die in das Granitvorkommen eingeschlossenen Diorite, die wegen ihrer dunklen Färbung bevorzugte Natursteine waren, kommen in Schollenform in der Friedeberger Granitmasse vor. Es handelt sich um kleine Vorkommen, die relativ schnell erschöpft waren. In einem Steinbruch auf der Südseite des Hutberges der Firma Fridolin Franke aus Tomíkovice (Domsdorf), die dort bis zum Ende des Zweiten Weltkriegs bestand, wurde ein Glimmerhornfels gefunden, der ein Zeichen für einen Aufschmelzungsübergang ist. Gleiches gilt für den Granitsteinbruch der Firma Kulka bei Sorge als eine Gesteinsscholle gefunden wurde, die Granat, einen Halbedelstein, enthielt. Granaten sind ein Anzeichen für eine Gesteins-Metamorphose (Umwandlung) unter Hitze und Druck.
Die Quarzglimmerdiorite und der Hutbergdiorit bringen kugelschalige Ausformungen hervor, die spezielle Verwitterungsformen dieser Gesteine darstellen. Diese Formen wurden durchaus häufig in den dortigen Steinbrüchen oberflächennah gefunden.